# Petrorossia irakensis
Petrorossia irakensis är en tvåvingeart som beskrevs av Zaitzev 1976. Petrorossia irakensis ingår i släktet Petrorossia och familjen svävflugor.
Artens utbredningsområde är Irak. Inga underarter finns listade i Catalogue of Life.